# Блэк, Мэри
Мэ́ри Блэк-О’Ра́йлли (англ. Mary Black-O'Reilley; 22 мая 1955, Шарлмонт-Сэнт, Дублин, Ирландия) — ирландская певица и актриса.

## Биография
Мэри Блэк родилась 22 мая 1955 года в Шарлмонт-Сэнте (Дублин, Ирландия) в семье скрипача и певицы. У Блэк есть три брата и сестра: Шэй Блэк, Майкл Блэк, Мартин Блэк и Фрэнсис Блэк (род.1960).
Мэри начала свою музыкальную карьеру в 1975 году, став участницей музыкальной фолк-группы «General Humbert», в составе которой она путешествовала с турне по Европе и выпустила два альбома — в 1975 и 1978 годах. После распада группы начала сольную карьеру. В 2000 году сыграла роль миссис Браун в фильме «Самые плодородные люди в Ирландии».
С 1979 года Мэри замужем за музыкальным продюсером Джо О’Райлли. У супругов есть трое детей, два сына и дочь — Конор О’Райлли (род.1981), Дэнни О’Райлли (род.1985) и Роушин О’Райлли (род.1988).

## Дискография

### Студийные альбомы
- Mary Black (1983)[4]
- Collected (1984)[5]
- Without the Fanfare (1985)
- By the Time It Gets Dark (1987)
- No Frontiers (1989)
- Babes in the Wood (1991)
- The Holy Ground (1993)
- Circus (1995)
- Shine (1997)
- Speaking with the Angel (1999)
- Full Tide (2005)
- Stories from the Steeples (2011)